# Liquidador (Chernóbil)

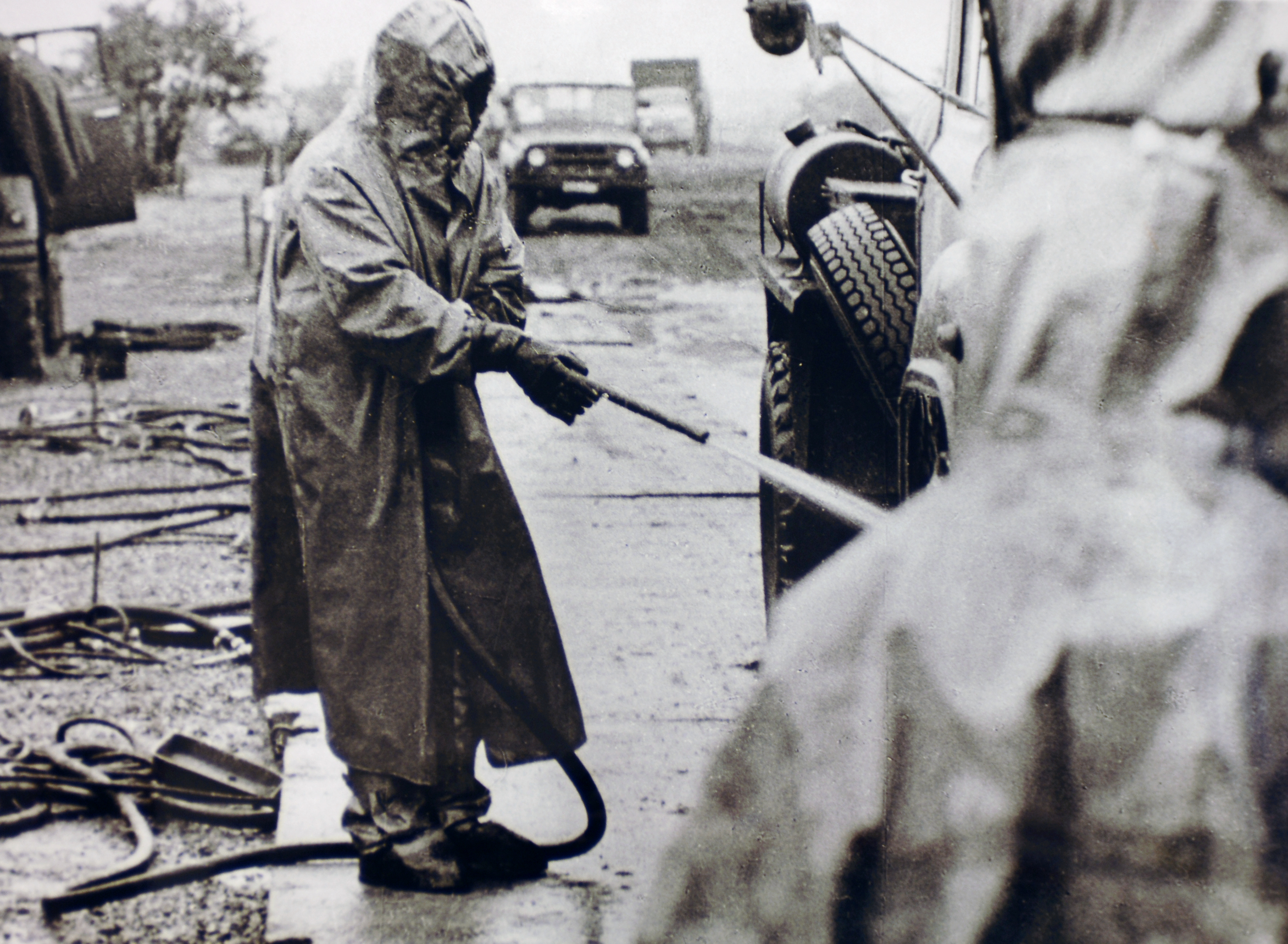
Liquidadores descontaminando un camión.

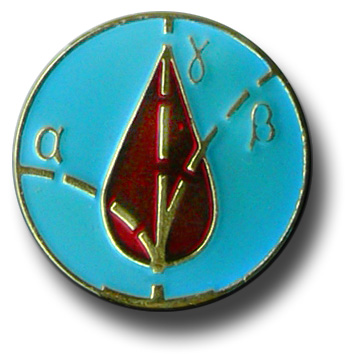
Detalle central de la medalla entregada a muchos de los liquidadores representando las 3 clases de radiaciones (alfa, beta y gamma) sobre una gota de sangre. El accidente de Chernóbil ocurrió el 26 de abril de 1986.

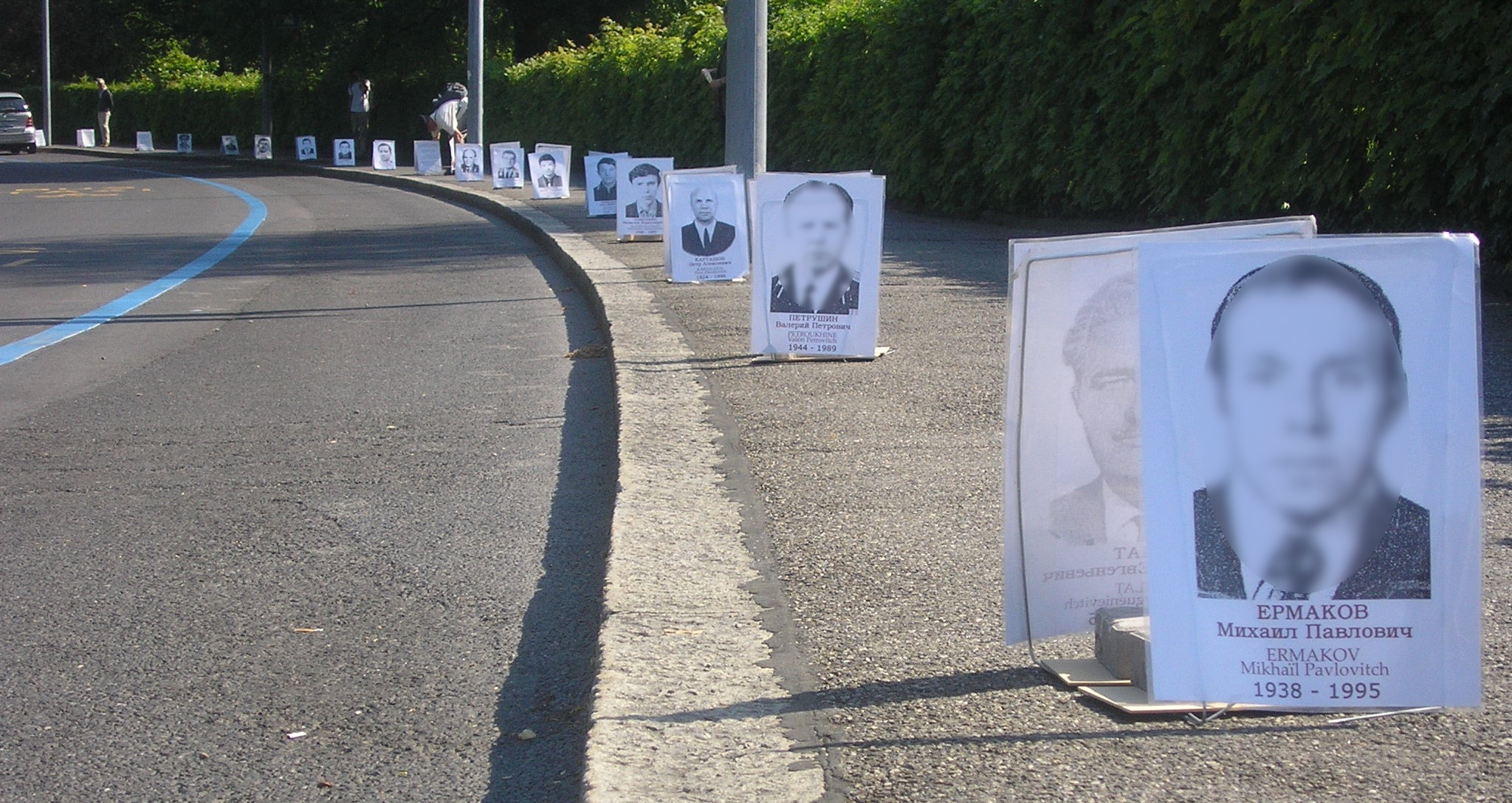
Estos retratos de liquidadores fallecidos son usados por manifestantes antienergía nuclear en Ginebra, Suiza.

Liquidador (en ruso, ликвида́торы, likvidátory) es el nombre que se dio a cada una de las aproximadamente 600 000 personas que se ocuparon de minimizar las consecuencias del desastre nuclear del 26 de abril de 1986 en Chernóbil.

## Labor de los liquidadores
los equipos de liquidadores estaban compuestos, sobre todo, por bomberos, obreros, científicos y especialistas de la industria nuclear; y tropas terrestres y aéreas preparadas para la guerra atómica; e ingenieros de minas, geólogos y mineros del uranio, debido a su experiencia en la manipulación de sustancias radiactivas. Cabe resaltar que para todo el personal no militar el trabajo era voluntario.
Muchos de los liquidadores fueron condecorados con el título de Héroe de la Unión Soviética por el gobierno y fueron aclamados por la prensa nacional.
Muchos liquidadores fueron asignados a limpiar el techo del reactor a partir del intento fallido de limpiarlo con robots, como fue el caso del robot Joker que pertenecía a la policía alemana. Este no resistió el nivel de radiación debido a que las autoridades soviéticas, en su solicitud, suministraron información de una magnitud máxima de radiación muy inferior a la real, y el robot quedó inservible. 
A los liquidadores que limpiaron el reactor se les daba una pala la cual era desechada después, puesto que estas habían estado en contacto con el grafito que anteriormente había estado en el interior del núcleo, actuando de moderador.
Para ese entonces no había, ni hay tecnología que resista la radiación tan alta como la del reactor expuesto de Chernóbil, por lo que a ellos se les daba trajes cubiertos con 3 cm de plomo para que no absorbieran tanta radiación.
Una vez que un liquidador regresaba de limpiar los escombros del techo, no podía volver otra vez, pues 90 segundos (que era de lo que disponían para quitar los escombros) eran ya incompatibles con la vida.
Cuando subían al techo tenían 90 segundos para limpiar los escombros y lanzarlos por una barandilla que daba al núcleo del reactor con el fin de que luego se tapara y no pudiera liberar más radiación.
Según el profesor Valeri Legásov, 90 segundos era el tiempo máximo que un liquidador podía estar expuesto a tal radiación y ya a 90 segundos el liquidador moriría dentro de un tiempo; sin embargo muchos liquidadores siguen vivos hasta ahora, muchos otros lamentablemente contrajeron cáncer y murieron.

## Radiación recibida
Si un ser humano recibe radiaciones de 400 roentgens/hora, se considera dosis letal y con toda probabilidad la muerte puede llegar en cualquier momento. La dosis de radiación considerada normal en el ser humano es de 0,02 roentgens/hora.
Para hacerse una idea de los niveles de radiación a los que se vieron expuestas aquellas personas, basta con tomar como referencia que los helicópteros que sobrevolaron el reactor destruido, a pesar de estar a varias decenas de metros de altura, llegaron a registrar niveles de hasta 1800 roentgens. Por tanto, no es difícil imaginar que pese a trabajar por turnos en breves espacios de tiempo, los liquidadores que salían al exterior sin apenas protección junto a los restos del reactor se vieron expuestos a dosis muy superiores.
En algunos casos extremos incluso se llegaron a alcanzar los 30 000 a 40 000 roentgens, equivalente a 50 000 000 [cita requerida]de veces la cantidad que una persona puede soportar en circunstancias normales. Esto supuso la muerte, en pocos minutos, de quienes sufrieron esos niveles de exposición.

### Mortalidad y discapacidad de los liquidadores de Chernóbil
Según la OMS, el número total de defunciones ya atribuidas a Chernóbil, más las muertes de trabajadores de servicios de emergencia y residentes de las zonas más contaminadas que se producirán en el futuro como consecuencia del accidente, se estima en 4 000 aproximadamente. Esta cifra comprende los 50 agentes de servicios de emergencia que sucumbieron al síndrome de irradiación aguda y los nueve niños que murieron de cáncer de tiroides, así como un total estimado en 3 940 defunciones por cáncer y leucemia provocados por la radiación entre los 200 000 trabajadores de servicios de emergencia que intervinieron en los años 1986 y 1987, los 116 000 evacuados y los 270 000 residentes en las zonas más contaminadas (un total de aproximadamente 600 000 personas). Estas tres principales cohortes recibieron dosis más altas de radiación que el resto de las personas que estuvieron expuestas a la radiación de Chernóbil.
Hay fuentes no oficiales que afirman que, como consecuencia de su exposición a la radiación, muchos de los liquidadores tuvieron efectos secundarios y varios miles murieron. Nunca se ha sabido la cifra exacta, pero de acuerdo con Gueorgui Lepnín, un físico bielorruso que trabajaba en el reactor número 4, «aproximadamente 100 000 liquidadores han muerto». En abril de 1994, un texto de conmemoración de la embajada de Ucrania en Bélgica cifra en 25 000 los muertos entre los liquidadores desde 1986. Según Viacheslav Grishin del sindicato de Chernóbil, la principal organización de liquidadores, «25 000 de los liquidadores rusos han muerto y hay 70 000 personas con discapacidad, aproximadamente el mismo número en Ucrania, más otros 10 000 muertos en Bielorrusia y 25 000 discapacitados», lo que hace un total de 60 000 muertos y 165 000 discapacitados.